# Nina Nikolajewna Berberowa

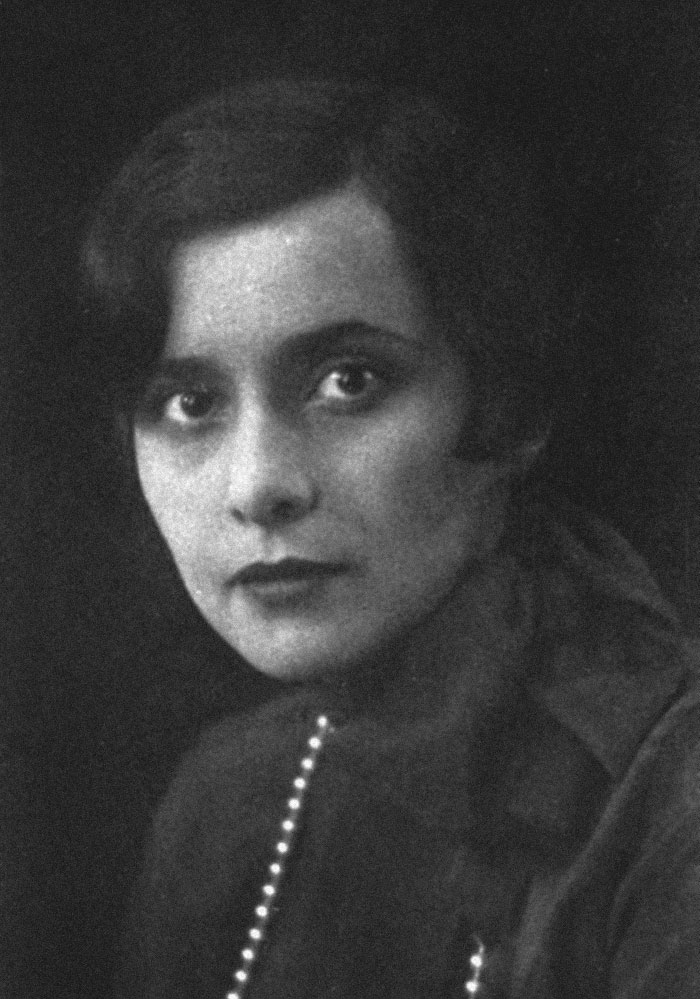
Nina Berberova 1920s

Nina Nikolajewna Berberowa (russisch Нина Николаевна Берберова; * 26. Juli/8. August 1901 in Sankt Petersburg; † 26. September 1993 in Philadelphia) war eine russische Schriftstellerin.

## Leben
Ihr Vater stammte aus Armenien und arbeitete im Schatzministerium, ihre Mutter stammt von russischen Gutsbesitzern ab. 1919/20 nahm sie ein Studium an der Universität in Rostow am Don auf. Durch die Veröffentlichung ihrer Lyrik kurze Zeit danach hatte sie die Chance, in Petrograd in Kontakt mit Dichterkreisen zu kommen. 1922 verließ sie zusammen mit ihrem Mann Wladislaw Chodassewitsch die Sowjetunion und ließ sich mit ihm, nachdem sie bei Maxim Gorki in Berlin und in Italien gelebt hatte, endgültig 1925 in Paris nieder.
In Paris war Nina Berberowa für 15 Jahre Mitarbeiterin der liberal-konservativ ausgerichteten Tageszeitung Poslednije nowosti. Dort erschienen in Fortsetzungen unter dem Titel Biankurskije prasdniki (Feiertage in Billancourt) ihre ersten Erzählungen über russische Emigranten, die u. a. im Renault-Werk von Billancourt bei Paris arbeiteten. Mit Poslednjie i Perwyje (Die Letzten und die Ersten, 1930), Powelitelniza (Ihre Majestät, 1932) und Bes sakata (1938) veröffentlichte sie drei Romane, die zurückhaltende Aufnahme fanden. Weitaus erfolgreicher und höher eingeschätzt wurden ihre Erzählungen der Jahre 1934 bis 1941, die 1949 zusammengefasst als Buch Oblegtschenie utschasti (Erleichterung des Schicksals) erschienen. Hintergrund all dieser Werke ist der mitunter harte Alltag der größtenteils verarmten russischen Emigranten in Frankreich.
Ihr größter Erfolg wurde ein 1936 erschienenes Buch über Pjotr Tschaikowski, es wurde auch in mehrere andere Sprachen übersetzt.
Von Chodassewitsch trennte sie sich 1932, ihre zweite Ehe endete 1947, nachdem sie während des Krieges im vom Deutschen Reich besetzten Teil von Frankreich geblieben war.
1950 siedelte sie in die USA über und arbeitete dort an verschiedenen Universitäten als Lektorin, zuletzt in Princeton, N.J. Von 1958 bis 1968 gehörte sie der Redaktion des russischsprachigen Literaturalmanachs Mosty (New York) an. Außer Literaturkritiken veröffentlichte sie weiterhin Erzählungen und Gedichte.
1972 erschien unter dem Titel Kursiv moj in München ihre Autobiographie, die wenig später ins Englische übertragen wurde (The Italics are mine). Diese Autobiographie entfachte eine Debatte in Emigrantenkreisen, da sie darin sarkastisch und ironisch die menschlichen Schwächen anderer Schriftsteller aufspießte, u. a. von Andrej Bely, Maxim Gorki, Boris Pasternak, Viktor Schklowski und Marina Zwetajewa. Sie lieferte darin auch die allererste ausführliche Beschreibung der russischen Schriftstellerkolonie in Berlin in den Jahren 1921 bis 1923. Dieses Werk konnte erst in der Perestrojka 1988 in der Sowjetunion veröffentlicht werden. In Deutschland erschien es 1990 unter dem Titel Ich komme aus Sankt Petersburg.
Erst von Ende der 1980er Jahre an fand ihr belletristisches Werk dank mehrerer Übersetzungen vor allem ins Französische und Deutsche auch im Ausland Beachtung.